# 艾亚春
艾亚春（1899年—1941年），陕西省米脂县人，中华民国陆军第十七军八十四师野战补充团团长，1941年5月在中条山战役中阵亡，阵亡后被国民政府追赠为陆军少将。

## 生平
艾亚春少年时家境贫寒，在15岁时只身南下绥德，投奔高桂滋骑兵连，后任高桂滋部营长。抗日战争爆发后，跟随陆军84师转战山西，曾在对日作战中手握军刀连杀8名日军，後來晋升为500团（1940年整编后为野战补充团）上校团长，驻守中条山。
1941年4月，日军集结数十万軍隊发动中条山战役，力图占领山西全境。面对日軍，野战补充团负责掩护全军转移。日军在空降伞兵的配合下，占领了黄河岸边的垣曲县城，将中条山地区的中国军队分割成两半，野战补充团全团被包围在长直乡青廉村。
1941年5月11日，艾亚春率领部队在焦家庄（闻喜与垣曲交界之处）向西突围时遭遇日军。艾亚春终头部、前胸连中数弹而陣亡，时年42岁。
艾亚春死后，其灵柩运抵家乡，最终埋葬在盘龙山以东凤凰岭山巅。时陕甘宁边区政府主席林伯渠向其家属颁发了抗日烈士证书，并按照政策予以抚恤和优待。
2015年8月24日，艾亚春被列入中华人民共和国民政部公布的第二批著名抗日英烈和英雄群体名录。